# 公子亹

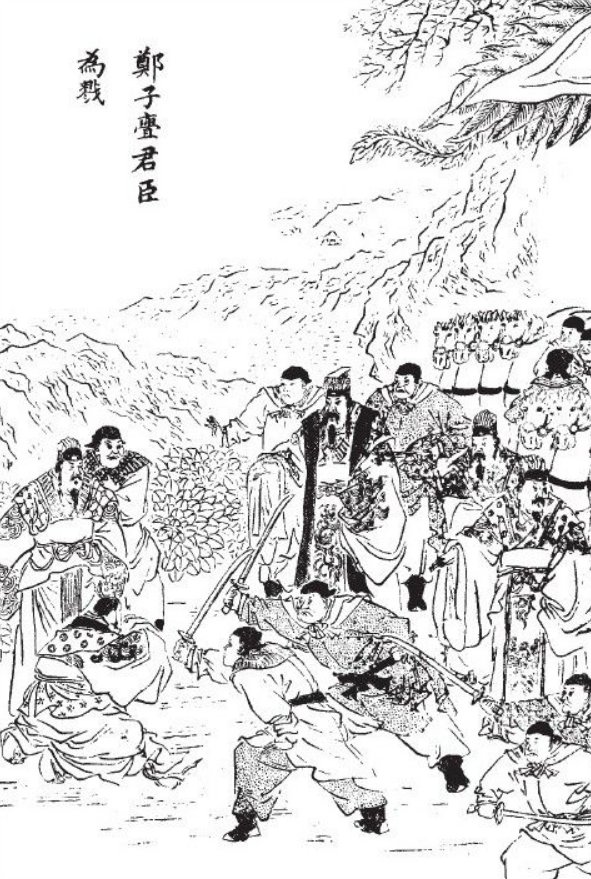
小说《东周列国志》插画：郑子亹君臣为戮

郑伯亹（？—前694年），姬姓，名亹，也被称为子亹、郑子斖，中國春秋時代鄭國君主 (前695年─前694年在位)，為齊襄公所殺。
公子亹是鄭莊公之子，鄭昭公忽和鄭厲公突都是子亹的兄长。公子亹的繼任者子嬰則為其弟。
前695年，高渠彌暗殺鄭昭公，立公子亹為君。根據《史記》記載，擁立公子亹是高渠彌和祭足之間的共同決定，因為他們不敢迎接年前被祭足強迫流亡的鄭厲公回國。
前694年，齊襄公在衞國的首止召開盟會，公子亹準備與高渠彌一同前往。由於公子亹少時曾與齊襄公打鬥，彼此有仇。祭足勸公子亹取消行程。公子亹辯指赴會可避免齊襄公發兵伐鄭，迎立鄭厲公，並認為齊襄公最多只會侮辱他，所以沒有聽從祭足的建議。祭足害怕被殺，聲稱得病，沒有同去。
公子亹與齊襄公會面，未有就從前的事道歉。齊襄公發怒，設下埋伏殺死了他。於是祭足迎立公子嬰繼位。當時的人認為祭足的智慧使他免禍。
《清华简·系年》称公子亹为“子沬壽”，也记载齐襄公于首止之会杀“子沬壽”，車轘高渠彌，但之后改立郑厉公的记载和《左传》不同。
另有一说。根据《竹书纪年》记载，公子亹为郑国人所杀。

## 评价
·《汉书·古今人表》：下上